# Stéphane Noro
Stéphane Noro (Lilla, 4 marzo 1987) è un ex calciatore francese, di ruolo centrocampista.

## Carriera

### Club
Ha giocato nella massima serie dei campionati francese e cipriota, e nella seconda divisione francese.